# 植原修平

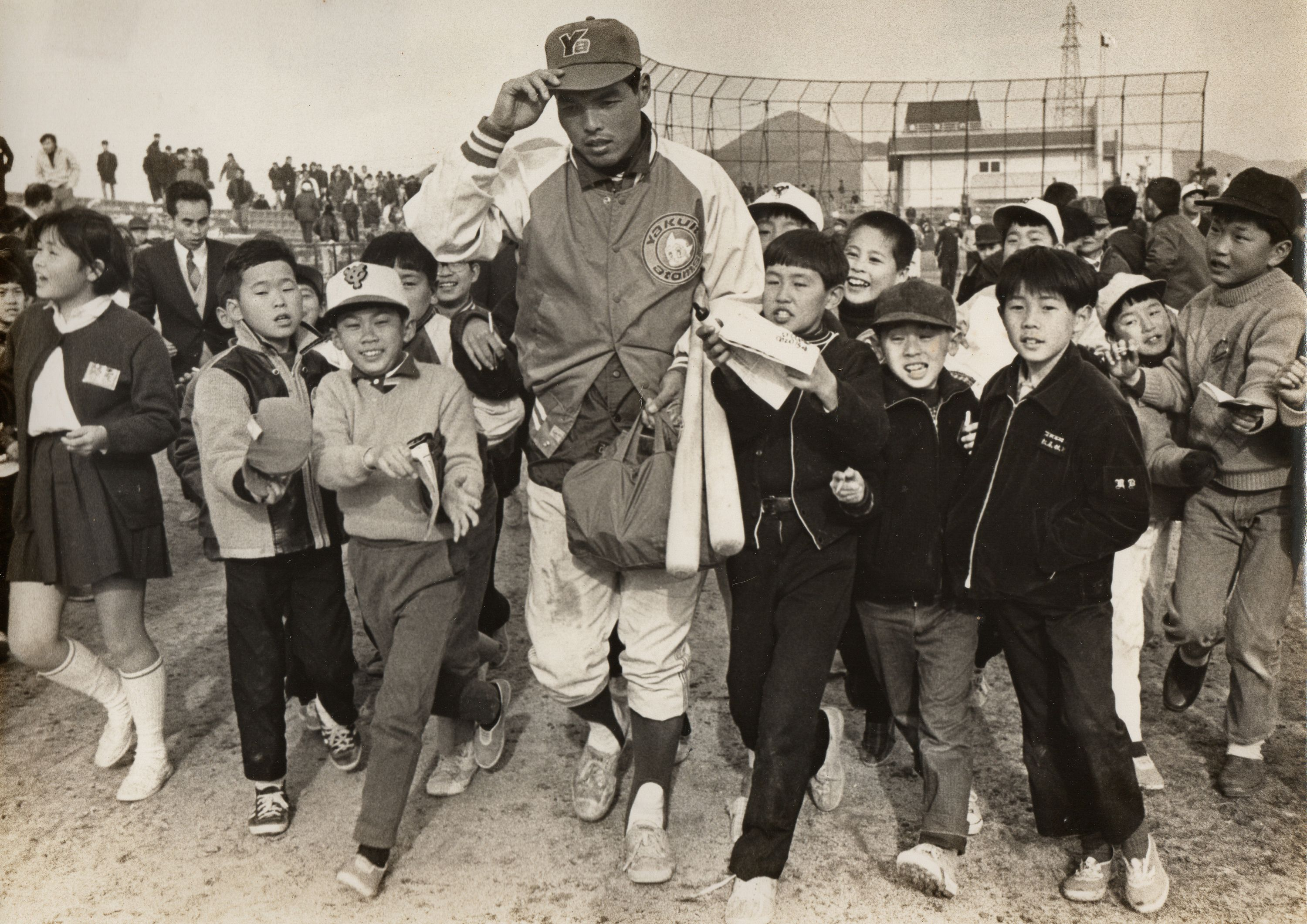

植原 修平（うえはら しゅうへい、1947年4月28日 - ）は、東京都世田谷区出身の日本の元プロ野球選手。ポジションは外野手。実業家（株式会社同栄 代表取締役社長）。

## 来歴・人物
帝京商工高校では、1965年の夏の甲子園都予選準々決勝に進むが、日大三高の佐藤道郎に抑えられ敗退。日本大学へ進学し、佐藤とはチームメートになる。東都大学野球リーグでは外野手、一塁手として活躍。エース佐藤を擁し1969年春秋季リーグで連続優勝、自身も春季リーグでベストナイン（一塁手）に選出される。同年の全日本大学野球選手権大会では、決勝で東海大の上田次朗に完封を喫し準優勝。リーグ通算6本塁打を放った。他の大学同期に捕手の須藤和彦がいる。
卒業後に日本石油へ入社、秋元国武とともに中心打者として活躍する。
1970年の都市対抗では、クラレ岡山との1回戦で3点本塁打を放つ。三浦健二らの好投もあって準々決勝に進むが三菱重工神戸に敗退。日石時代の打率は3割4分、本塁打17本。
1970年ドラフト会議でヤクルトアトムズから7位指名を受け入団。肩も強く、右の長距離打者として期待された。

1973年にイースタン・リーグで打率.340を記録し、首位打者を獲得する。
1974年に引退した。

## 詳細情報

### 年度別打撃成績
| 年 度     | 球 団     | 試 合 | 打 席 | 打 数 | 得 点 | 安 打 | 二 塁 打 | 三 塁 打 | 本 塁 打 | 塁 打 | 打 点 | 盗 塁 | 盗 塁 死 | 犠 打 | 犠 飛 | 四 球 | 敬 遠 | 死 球 | 三 振 | 併 殺 打 | 打 率 | 出 塁 率 | 長 打 率 | O P S |
| --------- | --------- | ----- | ----- | ----- | ----- | ----- | -------- | -------- | -------- | ----- | ----- | ----- | -------- | ----- | ----- | ----- | ----- | ----- | ----- | -------- | ----- | -------- | -------- | ----- |
| 1971      | ヤクルト  | 3     | 5     | 5     | 0     | 0     | 0        | 0        | 0        | 0     | 0     | 0     | 0        | 0     | 0     | 0     | 0     | 0     | 2     | 0        | .000  | .000     | .000     | .000  |
| 1973      | ヤクルト  | 6     | 5     | 5     | 0     | 0     | 0        | 0        | 0        | 0     | 0     | 0     | 0        | 0     | 0     | 0     | 0     | 0     | 1     | 0        | .000  | .000     | .000     | .000  |
| 1974      | ヤクルト  | 4     | 2     | 2     | 0     | 0     | 0        | 0        | 0        | 0     | 0     | 0     | 0        | 0     | 0     | 0     | 0     | 0     | 1     | 0        | .000  | .000     | .000     | .000  |
| 通算：3年 | 通算：3年 | 13    | 12    | 12    | 0     | 0     | 0        | 0        | 0        | 0     | 0     | 0     | 0        | 0     | 0     | 0     | 0     | 0     | 4     | 0        | .000  | .000     | .000     | .000  |

### 記録
- 初出場・初先発出場：1971年4月28日、対大洋ホエールズ4回戦（明治神宮野球場）、7番・左翼手で先発出場

### 背番号

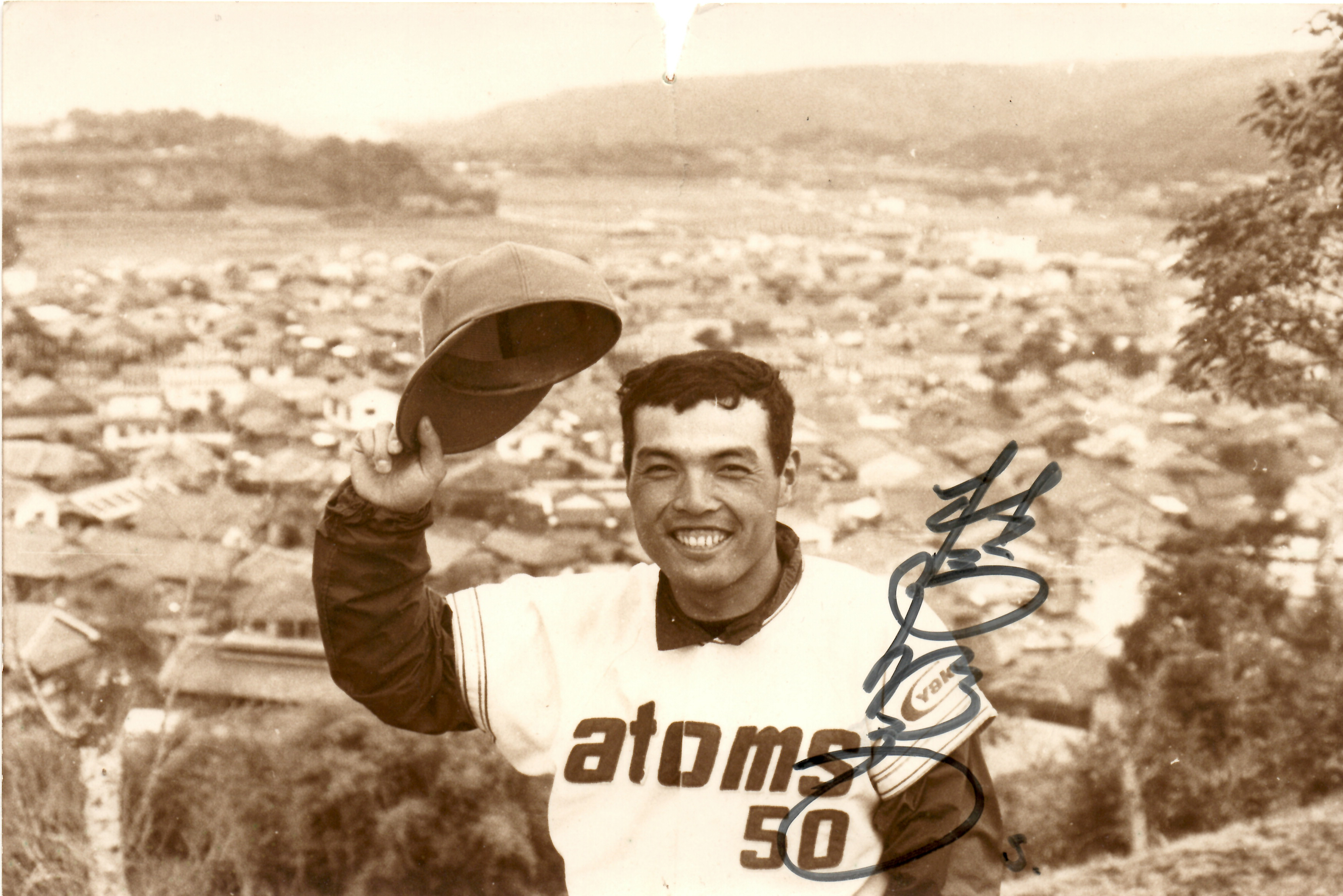

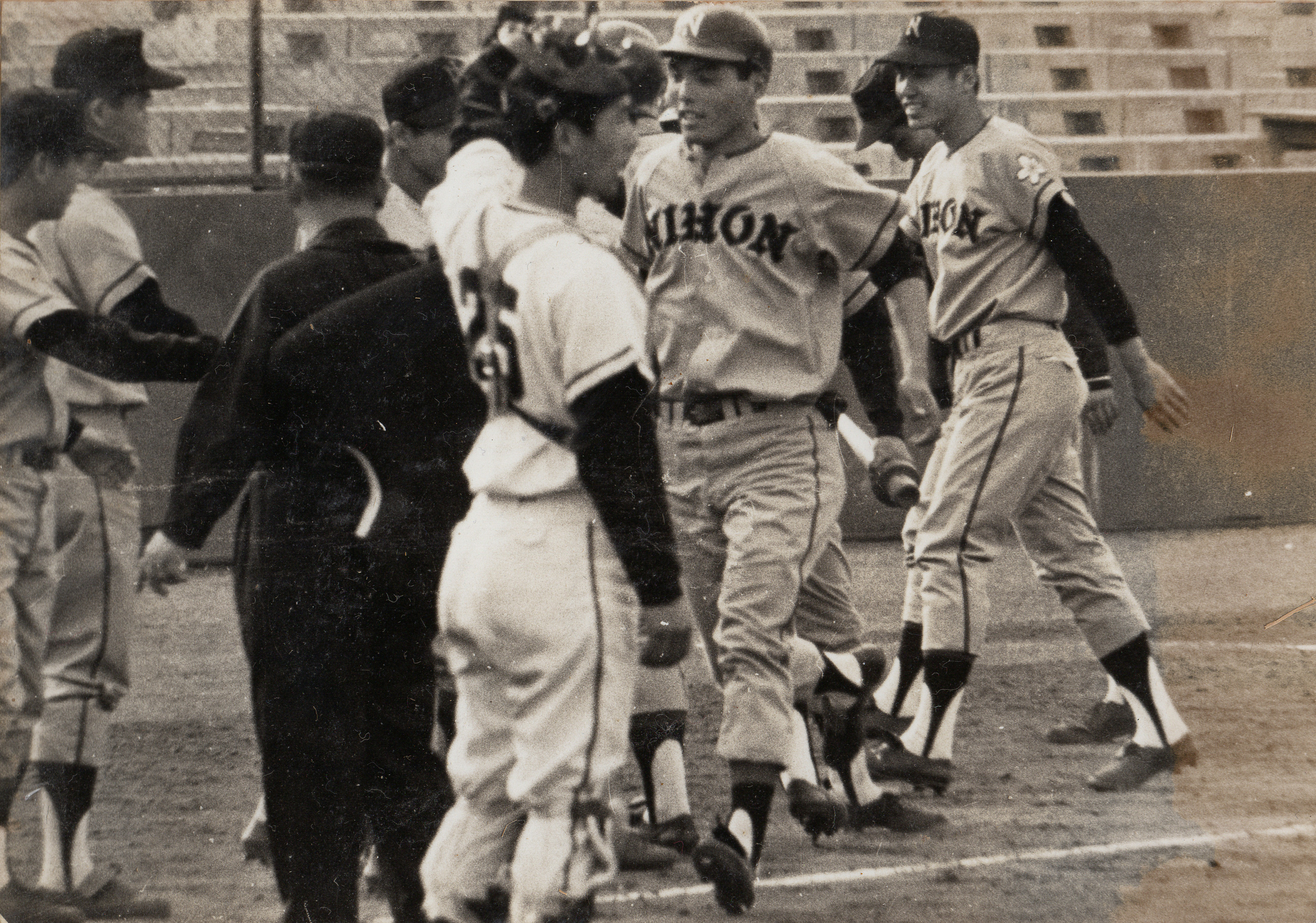

- 50 （1971年 - 1974年）